# How We Do (Party)
"How We Do (Party)" é uma canção gravada pela artista inglesa Rita Ora, gravada para o seu álbum de estreia ORA. Composta por Victor Alexander, Sheehan Kelly e Bonnie McKee e produzida pelos duetos The Runners e The Monarch. A canção foi lançada como o primeiro single do álbum nos Estados Unidos e na Austrália em 20 de março de 2012.
A música interpola demonstrações de "Party and Bullshit", canção de 1993 The Notorious B.I.G., para a coletânea Who's the Man?. "How We Do (Party)" atingiu a quinta posição na New Zealand Singles Chart. Nos gráficos da Billboard, alcançou a 30ª no Pop Songs e a 29ª na Hot Dance Club Songs.

## Videoclipe
O vídeo da faixa foi filmado em Coney Island, Nova York e dirigido por Marc Klasfeld.

## Lista de faixas
"How We Do (Party)" foi lançado através de download digital nos Estados Unidos, em 20 de março de 2012. No Reino Unido, a canção será lançada em 12 de agosto do mesmo ano, através de um EP digital.
| Download digital |                     |         |  |
| N.º              | Título              | Duração |  |
| 1.               | "How We Do (Party)" | 4:06    |  |

| EP digital do Reino Unido |                                                      |         |  |
| N.º                       | Título                                               | Duração |  |
| 1.                        | "How We Do (Party)"                                  |         |  |
| 2.                        | "How We Do (Party)" (Gustavo Scorpio Club Mix)       |         |  |
| 3.                        | "How We Do (Party)" (Papercha$er Club Remix)         |         |  |
| 4.                        | "How We Do (Party)" (Sandro Silva Extended Club Mix) |         |  |
| 5.                        | "How We Do (Party)" (Laidback Luke Club Remix)       |         |  |

## Desempenho nas paradas musicais
| Tabela musical (2012)                          | Melhor posição |
| ---------------------------------------------- | -------------- |
| O campo songid é OBRIGATÓRIO PARA PARADA ALEMÃ | 40             |
| Austrália - ARIA Charts                        | 9              |
| Áustria (Ö3 Austria Top 75)                    | 35             |
| Bélgica (Ultratip Bubbling Under de Flandres)  | 18             |
| Brasil - Brasil Hot 100 Airplay                | 69             |
| Canadá - Canadian Hot 100                      | 70             |
| Dinamarca (Hitlisten)                          | 40             |
| Escócia (Scottish Singles Chart)               | 1              |
| Estados Unidos - Billboard Hot 100             | 62             |
| Estados Unidos - Hot Dance Club Songs          | 1              |
| Estados Unidos - Pop Songs                     | 24             |
| Irlanda (IRMA)                                 | 1              |
| Japão (Japan Hot 100)                          | 5              |
| Países Baixos (Dutch Top 40)                   | 28             |
| Nova Zelândia - RIANZ                          | 5              |
| Reino Unido (UK Singles Chart)                 | 1              |
| República Checa (Rádio Top 100)                | 83             |
| Suíça (Schweizer Hitparade)                    | 41             |

## Histórico de lançamento
| País           | Data                 | Formato            | Gravadora                    |
| -------------- | -------------------- | ------------------ | ---------------------------- |
| Austrália      | 20 de março de 2012  | Download digital   | Roc Nation, Columbia Records |
| Estados Unidos | 20 de março de 2012  | Download digital   | Roc Nation, Columbia Records |
| Nova Zelândia  | 20 de março de 2012  | Download digital   | Roc Nation, Columbia Records |
| Brasil         | 27 de março de 2012  | Download digital   | Roc Nation, Columbia Records |
| Portugal       | 27 de março de 2012  | Download digital   | Roc Nation, Columbia Records |
| Estados Unidos | 24 de abril de 2012  | Formato para rádio | Roc Nation, Columbia Records |
| Reino Unido    | 12 de agosto de 2012 | Download digital   | Roc Nation, Columbia Records |